# Alpen-Grasnelke
Die Alpen-Grasnelke (Armeria alpina) ist eine Pflanzenart aus der Gattung Grasnelken (Armeria) innerhalb der Familie der Bleiwurzgewächse (Plumbaginaceae). 

## Trivialnamen
Die Alpen-Grasnelke ist keine Art aus der Gattung Nelken, sondern gehört sogar zu einer anderen Familie. Der Volksname Schwundkraut erinnert an Verwendung als Heilpflanze gegen Lungenschwindsucht. Der in Südtirol gebräuchliche Name Schlernhexen bezieht sich wohl auf ihre im Bergwind raschelnden Fruchtköpfchen. Ein französischer Trivialname ist Arméria des Alpes und ein italienischer Spillone alpino.

## Beschreibung

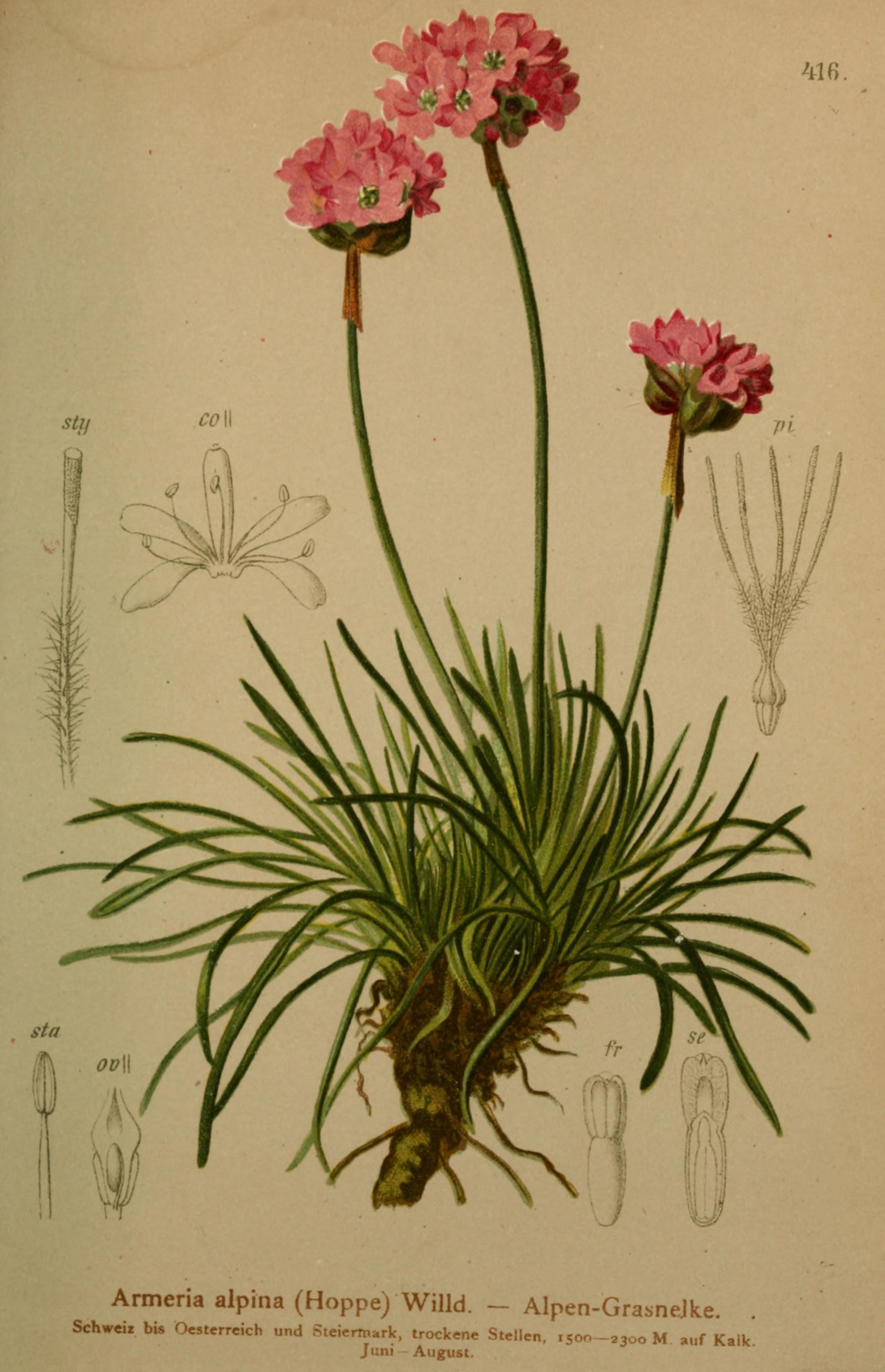
Illustration aus dem Atlas der Alpenflora

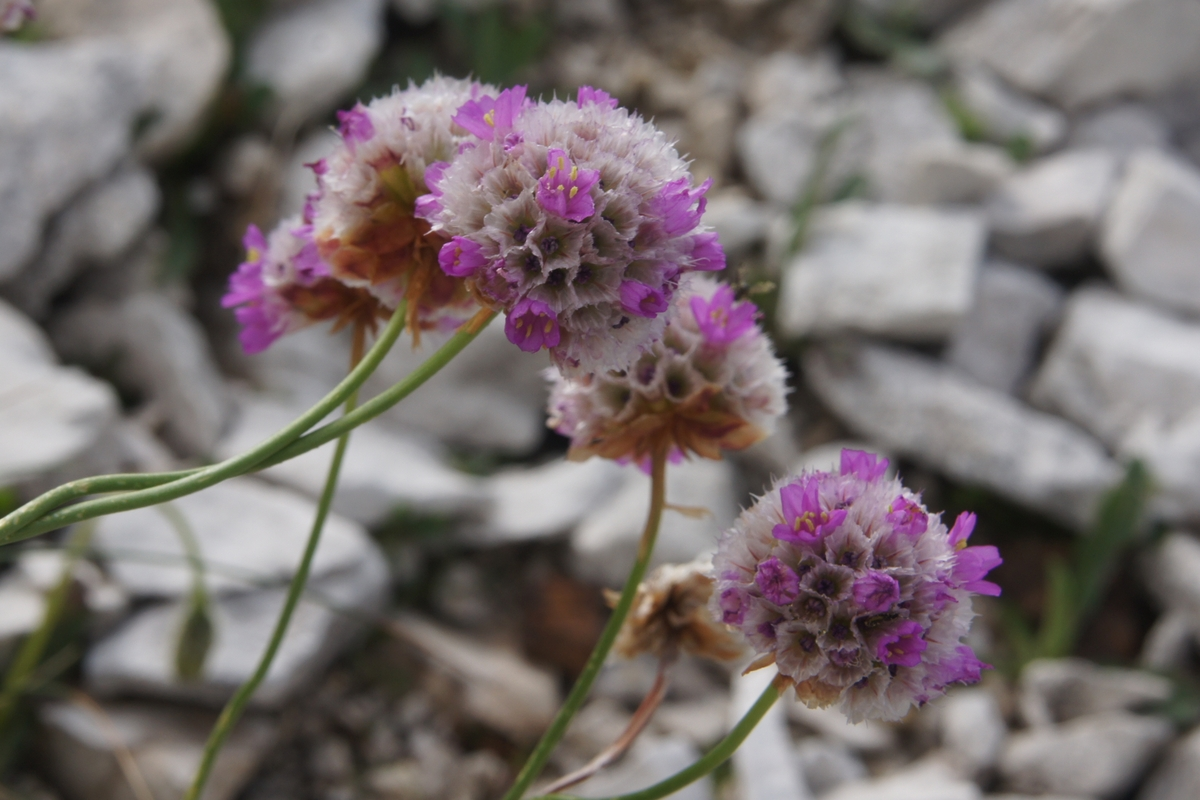
Blütenstände

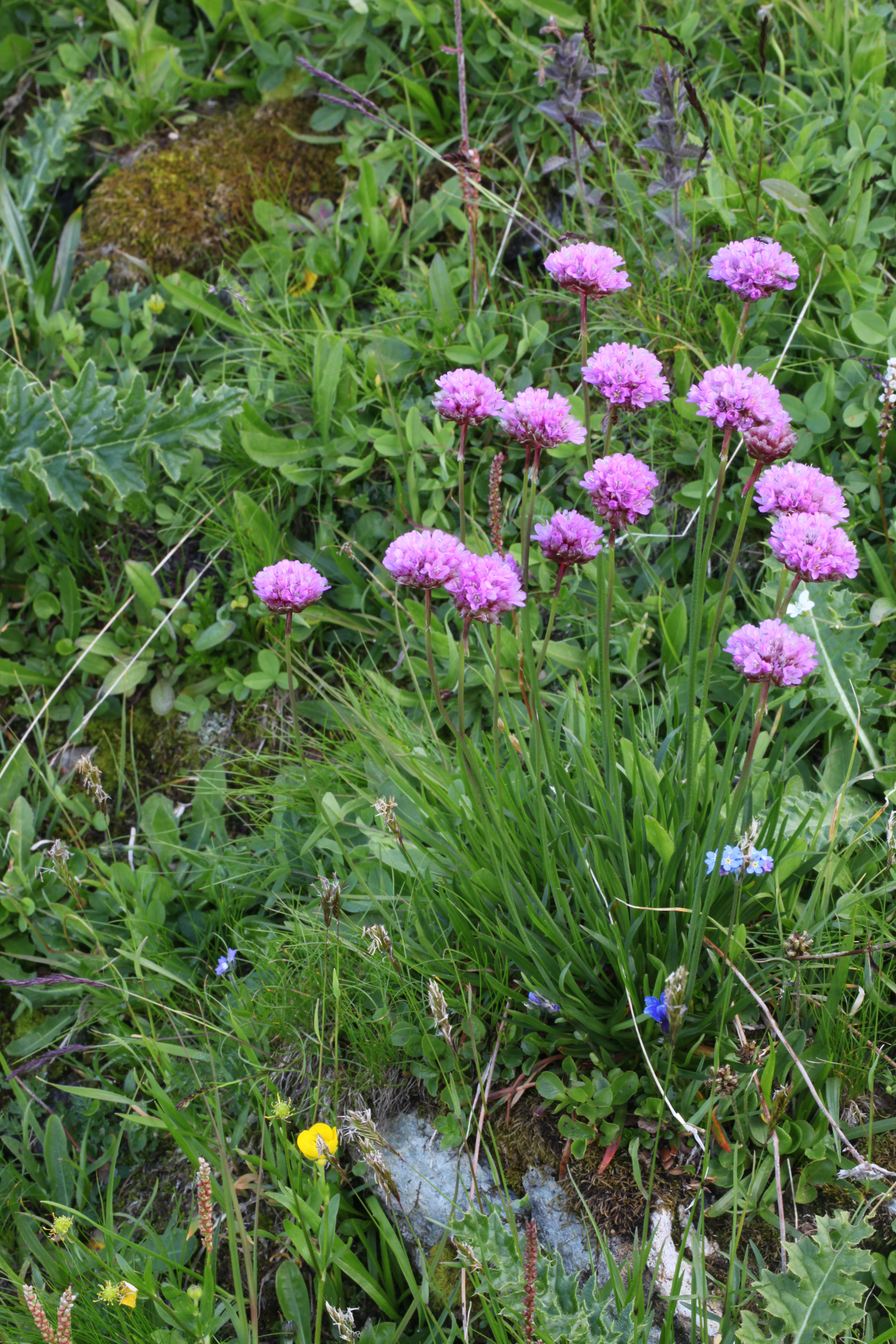
Habitus mit Blütenständen im Habitat

### Vegetative Merkmale
Die Alpen-Grasnelke ist eine ausdauernde krautige Pflanze, die Wuchshöhen von 5 bis 30 Zentimetern erreicht. Sie bildet dichte Polster.
Die Laubblätter sind in einer grundständigen Rosette angeordnet. Die meist aufrechten, einfachen, grasartigen, 30 bis 80 Millimeter langen und mit meist 2 bis 4 (1,5 bis 5) Millimetern relativ schmalen, meist kahlen Blattspreiten sind linealisch bis linealisch-lanzettlich mit stumpfem oberen Ende sowie ganzrandig und besitzen einen hellen durchscheinenden Saum und sind ein- bis dreinervig.

### Generative Merkmale
Die Blütezeit reicht von Juni bis September. Die aufrechten Blütenstandsschäfte sind unbeblättert und meist kahl. Der bei einem Durchmesser von selten 15 bis meist 18 bis 30 Millimetern köpfchenförmige Blütenstand enthält viele Blüten. Die 10 bis 13 Hüllblätter sind 8 bis 13 Millimeter lang und nicht zugespitzt; die äußeren sind etwa so lang wie die inneren. Nach unten hin umhüllen die trockenhäutigen Hüllblättern den Stängel und bilden eine 6 bis 14, selten bis zu 20 Millimeter Zentimeter lange Scheide. Der Blütenstiel ist 2 bis 3 Millimeter lang.
Den Blüten strömt einen zarten Cumaringeruch aus. Die zwittrigen Blüten sind fünfzählig mit doppelter Blütenhülle. Die fünf Kelchblätter sind auf mindestens dreiviertel ihrer Länge trichterförmig verwachsen und umhüllen auch noch die reife Frucht. Die zehnrippige, 6 bis 7,5 Millimeter lange Kelchröhre ist meist an den Rippen oder vollständig flaumig behaart, selten kahl. Die fünf 1 bis 1,7, selten bis zu 2 Millimeter langen Kelchzipfel sind häutig. Die fünf Kronblätter sind nur an ihrer Basis verwachsen. Die Kronblätter rosa- bis purpurfarben, selten weiß. Es ist nur ein Kreis mit fünf freien Staubblättern vorhanden; sie überragen die Blütenkrone nicht. Die Staubfäden sind mit der Basis der Kronblätter verwachsen. Die fünf freien Griffel sind im oberen Bereich behaart.
Die vom Kelch umhüllte, trockene Frucht öffnet sich an ihrer Basis ringförmig und enthält nur einen Samen.
Die Chromosomenzahl beträgt 2n = 18.

## Ökologie
Die Fruchtstände sind Wintersteher.

## Vorkommen
Die Alpen-Grasnelke ist vor allem in den Südalpen und in den europäischen Gebirgen von den zentralen Pyrenäen bis zu den westlichen Karpaten und zum Balkangebirge verbreitet. Sie kommt von Südwest- über Mittel- bis Südosteuropa vor. Es gibt Fundortangaben für die Länder Spanien, Frankreich, nördliches Italien, Schweiz, Österreich, Tschechien, Ungarn, Slowakei, Serbien, Slowenien, Montenegro, Bulgarien, Rumänien und Albanien. Sie kommt in der Schweiz in den Kantonen Graubünden, Tessin sowie im östlichen Wallis vor. Sie ist in Österreich zerstreut bis mäßig häufig und fehlt in Wien, Vorarlberg sowie im Burgenland.
Sie gedeiht auf steinigen Böden, offenen Rasen, Schutt und Felsspalten. Sie kommt in Höhenlagen von meist 2200 bis 2700 Metern vor. Die Höhe von 3184 Metern erreicht sie am Roise des Banques in den Grajischen Alpen. Sie kommt in Pflanzengesellschaften der Krummseggenrasen (Caricetalia curvulae), in Gesellschaften der Ordnung Seslerietalia albicantis sowie im Elynetum vor. In der Schweiz kommt sie in Gesellschaften der Buntschwingelhalde (Festucion variae) vor.
Die ökologischen Zeigerwerte nach Landolt et al. 2010 sind in der Schweiz: Feuchtezahl F = 2 (mäßig trocken), Lichtzahl L = 5 (sehr hell), Reaktionszahl R = 2 (sauer), Temperaturzahl T = 1 (alpin und nival), Nährstoffzahl N = 2 (nährstoffarm), Kontinentalitätszahl K = 4 (subkontinental).
Die Alpen-Grasnelke ist in den Alpen selbst entstanden, wo sie in den Randrefugien der Ost- und Südalpen (dort noch heute Hauptvorkommen) und vereinzelt auch auf Nunatakkern in den Nordalpen die Eiszeiten überstanden hat. Dazu befähigte sie ihre ausgeprägte Frosthärte sowie ihre Vorliebe für steile Südhänge.

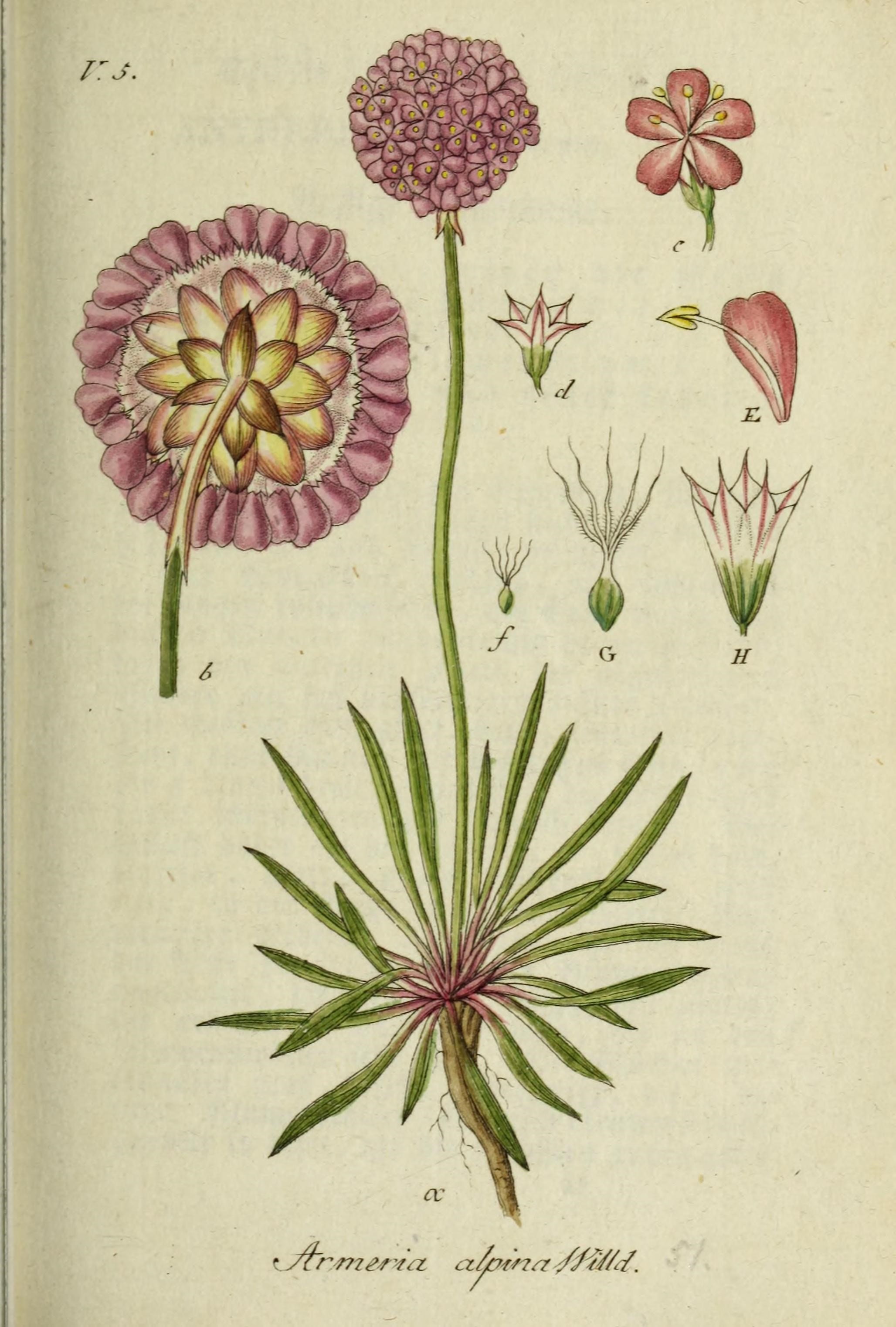
Illustration aus Deutschlands Flora in Abbildungen nach der Natur

## Systematik
Die Erstveröffentlichung von Armeria alpina erfolgte 1809 durch Carl Ludwig von Willdenow in Enumeratio Plantarum Horti Regii Botanici Berolinensis: continens descriptiones omnium vegetabilium in horto dicto cultorum ..., 1, Seite 333. Es gibt die später veröffentlichten Homonyme: Armeria alpina Turcz. (1852), Armeria alpina Friv. ex Griseb. (1846), Armeria alpina Ten. (1831), Armeria alpina Ebel (1840), Armeria alpina Guss. (1827). Synonyme für Armeria alpina Willd. sind: Armeria maritima subsp. alpina (Willd.) P.Silva, Armeria pubinervis Boiss., Armeria pubinervis subsp. orissonensis Donad., Statice cantabrica subsp. pubinervis (Boiss.) P.Fourn., Statice montana Mill., Armeria alpina subsp. pumila (Fuss) Jáv.
Je nach Autor gibt es von Armeria alpina mehrere Unterarten:
- Armeria alpina Willd. subsp. alpina
- Armeria alpina subsp. bubanii (G.H.M.Lawr.) Rivas Mart. (Syn.: Armeria bubanii G.H.M.Lawr., Armeria alpina subsp. bubanii (G.H.M.Lawr.) Malag.): Sie kommt nur in Spanien vor.[9]
- Armeria alpina subsp. halleri (Wallr.) Nyman (Syn.: Armeria halleri Wallr., Armeria maritima subsp. halleri (Wallr.) Rothm., Armeria mulleri A.Huet, Armeria maritima subsp. bottendorfensis (A.A.H.Schulz) Rothm., Armeria maritima subsp. hornburgensis (A.A.H.Schulz) Rothm., Armeria maritima subsp. serpentini (Gauckler) Rothm., Statice armeria subsp. mulleri (A.Huet) P.Fourn.): Sie kommt von Spanien über Frankreich, Niederlande und Deutschland bis Polen vor.[9] Sie wird von manchen Autoren als Unterart Galmei-Grasnelke (Armeria maritima subsp. halleri (Wallr.) Rothm.) zu Armeria maritima gestellt.
- Armeria alpina subsp. occasiana (Bernis) Rivas Mart.: Sie kommt nur in Spanien vor.[9]

Viele Autoren verwenden für Armeria alpina das Synonym Armeria maritima subsp. alpina (Willd.) P.Silva, dort ist die Alpen-Grasnelke und ihre Subtaxa also eine Unterart von Armeria maritima.

## Nutzung
Arneria alpina wird selten als Zierpflanze verwendet.